# MK 108 機関砲
MK 108は、第二次世界大戦中にドイツで製造され、軍用機に装備されたラインメタル・ボルジッヒ社（Rheinmetall-Borsig）社製の口径30mmの航空機関砲（ドイツ語：Maschinenkanone）である。

## 開発
MK 108は1940年、軍による発注ではなくラインメタル社のベンチャー企画として開発された。1942年、ドイツ航空省（独： Reichsluftfahrtministerium、略称：RLM）が、飛来する連合国の重爆撃機を迎撃するための機関砲を求めたのに応じ、この企画は提出された。
英軍により鹵獲されたMK 108による実射試験では、地上に置かれたスピットファイアの主翼を一発でへし折り、ブレニム爆撃機の胴体を引き裂いた。実戦においてもB-17 フライングフォートレスやB-24 リベレーターを平均4発、戦闘機は1発で撃墜し、対重爆撃機迎撃用として十分な威力があることを実証した。これに対し、20mm MG 151/20機関砲では、B-17を撃墜するのに平均25発を必要としていた。
MK 108はすぐさま量産が命じられ、1943年の秋の終わりにBf 110 G-2と、Bf 109 G-6/U-4で初めて運用された。そして、その後も様々なドイツ空軍戦闘機に搭載された。

## 設計詳細

### 弾薬
MK 108は、専用に開発された30x90RBmm弾（口径30mmで、ケース長90mm）を使用した。一般の火器では薬莢に真鍮を使用しているが、MK 108ではMG 151同様にプレス加工された鋼の薬莢が使用されていた。徹甲弾、高性能爆薬、焼夷弾など、様々な種類の弾薬が開発されたが、実戦では主にミーネンゲショス（独：Minengeschoss、薄殻弾頭を使った榴弾）と焼夷榴弾の2種類の弾薬が使用された。
このタイプの弾頭は、MK 108以前にもMG FF/MやMG 151で採用されていた。通常、弾頭は鍛造削り出し加工で作られるのに対し、ミーネンゲショスの薄殻弾頭は板金のプレス加工によって作られる。一般の炸裂弾頭では全体の重量に対し炸薬は1割程度だが、ミーネンゲショスでは重量比2割以上となっており、極めて破壊力が強かった。焼夷榴弾は命中時に敵機の機体表面で炸裂させず、貫通させてから機内で炸裂・破壊するのに効果的な遅延信管が用いられた。

### 構造
MK 108は、MG 151/20や同じ口径30mmのMK 103と比較して、コンパクトで大量生産に向いていた。これはMK 108のシンプルな構造によるもので、その部品の80%はプレス加工で製造され、可動部品はAPIブローバック（ベッカーアクション）機構により最小限に抑えられていた。この作動方式はMG FFと同じで、口径の割に軽量に作ることができる反面、プロペラ同調ができないため単発機の機首上には搭載できず、モーターカノンとして用いたり、主翼や翼下ガンポッドに収められた。この他空戦中に給弾不良を発生することもあったが、より強力な反面大きく3倍以上も重く、反動も強烈であったMK 103に比べ、電気発火式で小型軽量なMK 108は単発戦闘機に搭載するのも容易であった。
そして1秒あたり10発を超える発射速度と独特な発砲音から"Presslufthammer"（削岩機）というあだ名が付けられ、連合軍爆撃機の搭乗員はこの音と強力な破壊力を恐れた。

### 運用
対重爆撃機迎撃に多用されたMK 108は、シュレーゲムジークとして夜間戦闘機にも搭載されている。その際、斜角を上方前方へとり、胴体に設置された。これにより夜間戦闘機は爆撃機を攻撃する際、敵に発見されることなく敵航空機の真下に接近することができ、非常に大きな成果を挙げた。

## 搭載機

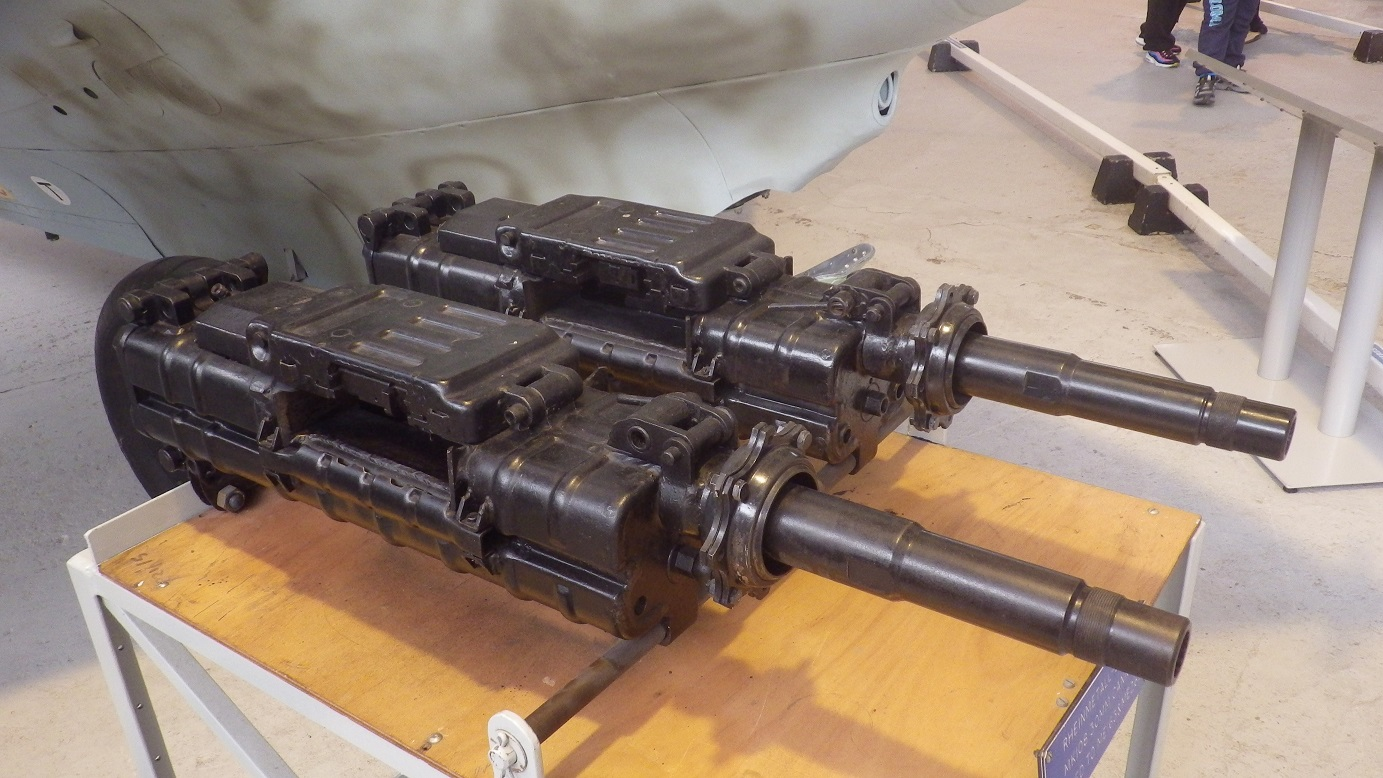
Royal Air Force Museum Cosford にMe 163Bとともに展示されているMK 108機関砲（2015年2月撮影）

- Bf 109
- Bf 110
- Me 163
- Me 209II
- Me 262
- Fw 190
- Ta 152
- Ta 154
- He 162
- He 219
- Ho 229
- Ju 388